# Gordon (Geórgia)
Gordon é uma cidade localizada no estado americano de Geórgia, no Condado de Wilkinson.

## Demografia
Segundo o censo americano de 2000, a sua população era de 2152 habitantes.
Em 2006, foi estimada uma população de 2094, um decréscimo de 58 (-2.7%).

## Geografia
De acordo com o United States Census Bureau tem uma área de
14,2 km², dos quais 14,0 km² cobertos por terra e 0,2 km² cobertos por água. Gordon localiza-se a aproximadamente 106 m acima do nível do mar.

## Localidades na vizinhança
O diagrama seguinte representa as localidades num raio de 24 km ao redor de Gordon.